# Leucoma collucens
Leucoma collucens är en fjärilsart som beskrevs av T.P.Luc. 1889. Leucoma collucens ingår i släktet Leucoma och familjen tofsspinnare. Inga underarter finns listade i Catalogue of Life.